# 猩球崛起：終極決戰
《猩球崛起：終極決戰》（英語：War for the Planet of the Apes）是一部2017年美国科幻驚悚动作片，由马特·里夫斯执导，安迪·瑟克斯、托比·凱貝爾與茱蒂·葛瑞兒主演。本片為2014年电影《猩球崛起：黎明的進擊》的续集，以及《人猿星球》重啟電影的第三部作品。
該片於2017年7月13日於台灣、香港上映，14日於美國上映。《猩球崛起：終極決戰》上映後電影票房超過4.9億美元，並獲得了普遍好評。

## 劇情
致命病毒「猿流感」（Simian Flu）在全球肆虐的第十五年，並是智力超群的猩猩族群與人類倖存者在舊金山開戰的兩年後。舊金山倖存者發出的求救信號引來駐守北方的自立軍隊「AΩ部隊」，部隊由一名殘暴上校麥卡洛率領，兩年期間持續和猩猩領袖凱撒發生過數次廝殺鬥爭。部隊中還包括十幾隻投靠人類、被叫作「驢子」的猩猩，牠們與領頭雷德都曾經忠誠於引發舊金山之戰、被凱撒親手處死的禍首庫巴。部隊於一次在山上和凱撒一方的戰爭中死傷慘重，雷德與幾名人類士兵被俘虜，但凱撒決定平安將人類士兵們放回去作為警告手段，但雷德卻在押送過程中逃跑。不久，凱撒的摯友火箭經過遠征後返家，表示牠們找到一座穿越沙漠、遠離人類的世外桃源，但凱撒還是堅持先堅守家園再做決定。
晚間，因一隻白化大猩猩溫特的倒戈，麥卡洛領軍對猩猩族群的瀑布家園發動夜襲，殺死凱撒的妻兒藍眼和克妮莉亞後撤退。陷入復仇怒火的凱撒命令全體族群先去新家園，將僅存的次子克尼利亞斯託付給藍眼生前的伴侶蕾克照顧，自己與隨行的戰友們莫瑞斯、火箭和盧卡踏上旅程。旅途中，凱撒殺死一名落單的人類士兵，在屋子裡找到該士兵的小女兒，並發現她面部沾血、無法說話，莫瑞斯無法坐視不管而決定收留她，並將地上撿到的布娃娃送給她。凱撒夜間潛入人類的營地找到溫特，而溫特坦白牠基於自保而向人類洩漏家園的情報，為防止溫特對外面喊叫，凱撒意外使牠窒息而死。
凱撒一方持續跟著部隊來到北部邊境雪山一帶，於路邊找到三名遭槍決埋屍的人類士兵，而其中一名未死的人類臉上出現和女孩相同的特征；凱撒最後仁慈般的槍決他。後來，凱撒一方還意外遇到一隻會說話的猩猩、自稱「壞猩猩」，其表示牠病毒災難起初時逃出動物園後一直隱居在此。壞猩猩透漏人類軍隊目前駐守在山下的隔離集中營，凱撒視察時發現還有許多猩猩被關在籠子裡，而凱撒不慎被巡邏隊發現，盧卡為救凱撒而不幸陣亡。凱撒不顧勸阻執意要自己去復仇，近期也時不時被庫巴的幻覺折磨，使莫瑞斯和火箭逐漸擔憂凱撒開始走庫巴的老路。當凱撒試圖趁晚間潛入集中營時，卻發現被囚禁的猩猩們其實是自己的族群，而一隻被綁在X架上示眾的猩猩喊出，牠們即將穿越沙漠前被人類軍隊俘虜，且最近都在沒有食物和水的情況下被人類當成奴隸使喚。
凱撒不巧被巡邏的雷德抓獲，被帶回集中營備受麥卡洛的拷打，與同袍一同淪為奴隸。而麥卡洛供述猿流感於近期開始產生突變，導致所有仍受病毒影響的倖存人類失去語言能力、退化成“原始狀態”。為了防止現象繼續滋生，他下令屠殺所有出現此徵兆的同伴，包括自己從軍的兒子。如此的殘暴手段導致駐守在北方的美軍開始聯合備戰攻打他，因此他才需要猩猩來為他們幹活建造防禦用的圍牆，以打贏這場“聖戰”來阻止人類走向滅亡。當凱撒等猩猩開始在內部幹活時，莫瑞斯、壞猩猩、以及被莫瑞斯起名為「諾娃」的小女孩開始合作想辦法拯救牠們。諾娃偷偷潛入基地給凱撒等猩猩們食物和水來恢復體力，但由於巡邏隊靠近，火箭自願上前被抓進籠子裡，好讓諾娃趁機逃掉。而諾娃掉在集中營中的布娃娃，被麥卡洛撿到後帶回去。
莫瑞斯和壞猩猩鑿開一條直通外面的地道，火箭從士兵身上偷走鑰匙釋放所有猩猩。而北方軍隊於清晨對集中營發起總攻，凱撒獨自到二樓剛想手刃仇人，卻發現臥床不起的麥卡洛因為接觸到諾娃的沾血布娃娃，同樣受感染而無法說話。看著麥卡洛一心求死，凱撒決定放棄復仇、目視麥卡洛舉槍自盡。當外圍的猩猩被人類的炮火牽連到時，凱撒試圖引爆圍牆內的儲油槽來阻止，卻被原先牠饒恕一命的士兵普利契拿弩弓射中。而圍牆上的雷德看著眾猩猩被炮火牽連，認清自己的所為出賣同袍，最終醒悟而拿榴彈發射器炸死普利契、救下凱撒作為贖罪，最後也死於一旁士兵的槍下。
凱撒最終引爆儲油槽炸毀圍牆，炸死大部分防守的士兵，同時也讓北方軍隊攻下集中營。然而，集中營火藥庫的爆炸造成山上雪崩來襲，軍隊沒來得及撤退就集體被雪崩吞沒，凱撒、諾娃等猩猩族群因為躲在樹上逃過一劫。戰後，凱撒帶領剩餘猩猩穿越沙漠到達與世隔絕的綠洲，而諾娃和所有猩猩開始奔向牠們的新家園。但莫瑞斯發現凱撒因為嚴重箭傷即將離世，首次開口說話、向凱撒承諾牠會讓克尼利亞斯和族群永遠銘記牠。凱撒目視著充滿歡聲笑語的族群與家人後留下眼淚，最後在所有猩猩的注視之下，安詳地離開這個世界。

## 演員

### 猩猩
| 演員                                | 角色                 | 備註 |
| 安迪·瑟克斯 Andy Serkis             | 凱撒 Caesar          | 黑猩猩，猩猩族群的領袖，背負著猩猩與人類間難解的宿命，如今因為多數族人被人類所殺，開始陷入仇恨裏無法自拔。 |
| 史蒂夫·茨恩 Steve Zahn              | “壞猩猩” "Bad Ape"   | 從動物園逃出的黑猩猩，獨居多年且有語言的能力，名字來源於過去常被人類罵作「壞猩猩」。                       |
| 卡倫·科諾沃 Karin Konoval           | 莫瑞斯 Maurice       | 紅毛猩猩，凱撒的多年摯友，能說話但常用手語表示，是來自馬戲團的紅毛猩猩。                                   |
| 泰瑞·諾塔瑞 Terry Notary            | 火箭 Rocket          | 黑猩猩，凱撒的多年摯友。                                                                                   |
| 麥可·亞當斯懷特 Michael Adamthwaite | 盧卡 Luca            | 大猩猩，是凱撒的多年摯友。                                                                                 |
| 泰·歐森 Ty Olsson                   | 雷德 Red             | 一隻曾經忠於庫巴的紅毛大猩猩，如今倒戈至上校的陣營來對抗凱撒。                                             |
| 茱蒂·葛瑞兒 Judy Greer              | 克妮莉亞 Cornelia    | 凱撒的妻子。                                                                                               |
| 麥斯·洛伊德·瓊斯 Max Lloyd-Jones    | 藍眼 Blue Eyes       | 凱撒的長子。                                                                                               |
| 莎拉·錢寧 Sara Canning              | 蕾克 Lake            | 母黑猩猩，藍眼的伴侶。                                                                                     |
| 戴維琳·道爾頓 Devyn Dalton          | 克尼利亞斯 Cornelius | 凱撒的次子，名字從母親。                                                                                   |
| 亞歴克斯·保諾維克 Aleks Paunovic    | 溫特 Winter          | 一隻患有白化病的大猩猩，對外來勢力較為膽怯。                                                               |

### 人類
| 演員                              | 角色                                             | 備註                                                                             |
| 伍迪·哈里森 Woody Harrelson       | J·衛斯理·麥卡洛上校 Colonel J. Wesley McCullough | 一位冷血殘暴的美國陸軍特種部隊上校，人類軍隊的領袖，相信適者生存理念的無情軍官。 |
| 阿米兒·米勒 Amiah Miller          | 諾娃 Nova                                        | 一位戰後倖存的孤兒小女孩，不能說話，被凱撒等猩猩收留後開始與猩猩族群打成一片。   |
| 蓋博瑞·查瓦里亞 Gabriel Chavarria | 普利契 Preacher                                  | 一位人類戰士，麥卡洛的部下之一，曾經被凱撒饒過一命。                             |

## 製作
導演马特·里夫斯敘述在第三集當中，凱撒將會成為猩猩中的摩西，並且不會有比凱撒更傑出的人物出現。於美國2015年10月19日正式定名為《War for the Planet of the Apes》。2016年12月9日，釋出首支前導預告。

## 發行
該片最初定為2016年7月在美國上映。2015年1月，福斯將美國上映日改為2017年7月14日。

## 迴響

### 評價
《猩球崛起：終極決戰》獲得的評價以正面居多，影評人稱讚演員的演技（尤其是瑟克斯）、走向、視覺效果、攝影和道德複雜的故事情節。爛番茄根據364篇評論，持有94%的新鮮度，平均得分8.2/ 10。而在Metacritic上則獲得82分，這代表著「普遍好評」。據CinemaScore調查，觀眾的反應在A+至F間落於「A-」。

### 票房
台灣方面，首週四天票房為新台幣5250萬元；最終全台票房為新台幣1.61億元。
| 上一届： 《蜘蛛人：返校日》   | 2017年美國週末票房冠軍 第28週            | 下一届： 《敦克爾克大行動》 |
| 上一届： 《蜘蛛人：返校日》   | 2017年台北週末票房冠軍 第28週            | 下一届： 《敦克爾克大行動》 |
| 上一届： 《蜘蛛俠：強勢回歸》 | 2017年香港週末票房冠軍 第30週            | 下一届： 《鄧寇克大行動》   |
| 上一届： 《蜘蛛俠：英雄歸來》 | 2017年中国大陸内地一周票房冠军 第38-39週 | 下一届： 《羞羞的铁拳》     |

## 未來
2014年11月中旬，在《MTV新聞》採訪中，瑟克斯談到，該系列有可能是三部電影，可能是四部電影，也可能是五部電影。2016年10月，宣布第四部《猿人爭霸戰》系列電影正在發展中。2022年9月29日，二十世紀影業（原二十世紀福克斯）母公司華特迪士尼影業集團正式宣佈系列第四部作品《Kingdom of the Planet of Apes》將於2022年10月開始拍攝並計劃於2024年上映。

## 外部連結
- 官方網站 （页面存档备份，存于）
- 互联网电影数据库（IMDb）上《猩球崛起：終極決戰》的资料（英文）
- Box Office Mojo上《猩球崛起：終極決戰》的資料（英文）
- 爛番茄上《猩球崛起：終極決戰》的資料（英文）
- Metacritic上《猩球崛起：終極決戰》的資料（英文）
- AllMovie上《猩球崛起：終極決戰》的资料（英文）
- Yahoo奇摩電影上《猩球崛起：終極決戰》的資料（繁體中文）
- 開眼電影網上《猩球崛起：終極決戰》的資料（繁體中文）
- 雅虎香港電影上《猩球崛起：終極決戰》的資料（繁體中文）
- 时光网上《猩球崛起：終極決戰》的資料（简体中文）
- 豆瓣电影上《猩球崛起：終極決戰》的資料 （简体中文）

Template:Rick Jaffa and Amanda Silver